# Тракі (Каліфорнія)
Тракі (англ. Truckee) — місто (англ. city) в США, в окрузі Невада штату Каліфорнія. Населення — 16 729 осіб (2020).

## Географія
Тракі розташоване за координатами 39°21′12″ пн. ш. 120°11′36″ зх. д. / 39.35333° пн. ш. 120.19333° зх. д. (39.353426, -120.193364).  За даними Бюро перепису населення США в 2010 році місто мало площу 87,16 км², з яких 83,71 км² — суходіл та 3,45 км² — водойми.

### Клімат
| Клімат : Тракі                     | Клімат : Тракі | Клімат : Тракі | Клімат : Тракі | Клімат : Тракі | Клімат : Тракі | Клімат : Тракі | Клімат : Тракі | Клімат : Тракі | Клімат : Тракі | Клімат : Тракі | Клімат : Тракі | Клімат : Тракі | Клімат : Тракі |
| Показник                           | Січ.           | Лют.           | Бер.           | Квіт.          | Трав.          | Черв.          | Лип.           | Серп.          | Вер.           | Жовт.          | Лист.          | Груд.          | Рік            |
| Абсолютний максимум, °C            | 17,8           | 20,0           | 22,8           | 26,7           | 31,1           | 35,0           | 40,0           | 37,2           | 35,6           | 32,2           | 25,0           | 24,4           | 40,0           |
| Середній максимум, °C              | 4,9            | 7,0            | 9,3            | 12,9           | 18,0           | 23,3           | 28,2           | 27,9           | 23,9           | 17,8           | 9,4            | 5,1            | 15,7           |
| Середній мінімум, °C               | −8,7           | −7,5           | −5             | −2,9           | 0,2            | 3,4            | 5,8            | 5,5            | 2,4            | −1,6           | −5,3           | −8,6           | −1,8           |
| Абсолютний мінімум, °C             | −28,9          | −33,3          | −25            | −17,8          | −12,2          | −7,2           | −9,4           | −6,7           | −8,9           | −15,6          | −20            | −30            | −33,3          |
| Норма опадів, мм                   | 136            | 135            | 113            | 49             | 34             | 17             | 10             | 13             | 25             | 44             | 97             | 110            | 783            |
| Днів з опадами                     | 10,9           | 10,7           | 11,4           | 8,7            | 7,3            | 4,2            | 2,4            | 2,7            | 4,2            | 5,4            | 9,0            | 10,1           | 87,0           |
| Днів зі снігом                     | 7,9            | 8,0            | 7,3            | 4,5            | 1,8            | 0,3            | 0,0            | 0,0            | 0,2            | 1,2            | 5,1            | 6,9            | 43,2           |
| ---------------------------------- | -------------- | -------------- | -------------- | -------------- | -------------- | -------------- | -------------- | -------------- | -------------- | -------------- | -------------- | -------------- | -------------- |
| Джерело: NOAA (normals, 1971–2000) |                |                |                |                |                |                |                |                |                |                |                |                |                |

## Демографія
Згідно з переписом 2010 року, у місті мешкало 16 180 осіб у 6343 домогосподарствах у складі 4168 родин. Густота населення становила 186 осіб/км².  Було 12803 помешкання (147/км²).
Расовий склад населення:
| - 86,5 % — білих - 1,5 % — азіатів - 0,6 % — корінних американців - 0,4 % — чорних або афроамериканців - 0,1 % — вихідців з тихоокеанських островів - 8,8 % — осіб інших рас |

До двох чи більше рас належало 2,1 %. Частка іспаномовних становила 18,6 % від усіх жителів.
За віковим діапазоном населення розподілялося таким чином: 23,3 % — особи молодші 18 років, 68,9 % — особи у віці 18—64 років, 7,8 % — особи у віці 65 років та старші. Медіана віку мешканця становила 38,0 року. На 100 осіб жіночої статі у місті припадало 108,9 чоловіків;  на 100 жінок у віці від 18 років та старших — 111,3 чоловіків також старших 18 років.
Середній дохід на одне домашнє господарство  становив 101 216 доларів США (медіана — 77 320), а середній дохід на одну сім'ю — 112 976 доларів (медіана — 87 793). Медіана доходів становила 57 834 долари для чоловіків та 44 126 доларів для жінок. За межею бідності перебувало 6,5 % осіб, у тому числі 6,2 % дітей у віці до 18 років та 5,5 % осіб у віці 65 років та старших.
Цивільне працевлаштоване населення становило 8733 особи. Основні галузі зайнятості: мистецтво, розваги та відпочинок — 22,8 %, освіта, охорона здоров'я та соціальна допомога — 17,1 %, будівництво — 14,0 %, науковці, спеціалісти, менеджери — 12,3 %.